# 18 décembre 1991
Le mercredi 18 décembre 1991 est le 352e jour de l'année 1991.

## Naissances
- Dmitriy Aleksanin, escrimeur kazakh
- Ismaël Diakité, footballeur mauritanien
- Julian Washburn, joueur américain de basket-ball
- Marcus Butler, modèle et youtubeur britannique
- Mayoro N'Doye, footballeur sénégalais
- Yūta Shitara, athlète japonais

## Décès
- George Abecassis (né le 21 mars 1913), pilote automobile britannique
- Jean Orcibal (né le 10 mai 1913), historien français
- June Storey (née le 20 avril 1918), actrice américaine
- Kerry Fitzgerald (né en 1948), arbitre international australien de rugby à XV
- Richard Bruck (né le 26 décembre 1914), mathématicien américain

## Événements
- Création de la communauté de communes du Pays Fléchois
- Création de Parti conservateur en Roumanie
- Sortie du film Tous les matins du monde